# Lijst van Eerste Kamerleden voor de RPF
Een overzicht van alle Eerste Kamerleden voor de Reformatorische Politieke Federatie (RPF).
| Eerste Kamerlid  | Begindatum        | Einddatum     |
| ---------------- | ----------------- | ------------- |
| Cees van Bruchem | 8 juni 1999       | 26 maart 2001 |
| Egbert Schuurman | 13 september 1983 | 26 maart 2001 |